# Mysis caspia
Mysis caspia är en kräftdjursart som beskrevs av Georg Ossian Sars 1895. Mysis caspia ingår i släktet Mysis och familjen Mysidae. Inga underarter finns listade i Catalogue of Life.